# Cachan (Francia)
Cachan es una comuna francesa situada en el departamento de Valle del Marne, de la región de Isla de Francia.
Los habitantes se llaman Cachanais. Se ubica a dos kilómetros de París ("Porte d'Orléans" y "Porte d'Italie") y a 7,4 kilómetros de la Catedral de Notre Dame.

## Geografía
Está ubicada en las afueras (banlieue en francés) sur de París. 

## Historia
Fue creada en 1922 a partir de Arcueil.

## Demografía
| 9 829 | 12 790 | 14 567 | 15 156 | 16 965 | 23 282 | 26 187 | 26 442 | 23 930 | 24 266 | 24 838 | 27 383 | 28 404 | 31 069 |
| Para los censos de 1962 a 1999 la población legal corresponde a la población sin duplicidades (Fuente: INSEE [Consultar]) |        |        |        |        |        |        |        |        |        |        |        |        |        |

## Educación
- Escuela Normal Superior de Cachan

## Transportes
Cachan es servido por dos estaciones en la línea B del RER de la región parisina y seis líneas de autobuses de la RATP.